# Louis J. Weichmann
Louis J. Weichmann (29 septembre 1842 – 5 juin 1902) fut l'un des principaux témoins à charge lors du procès pour conspiration qui suivit l'assassinat d'Abraham Lincoln. Avant cela, il avait pour un temps été lui-même suspecté. 